# Carlo Gervasi
Carlo Gervasi je fiktivni lik iz HBO-ove televizijske serije Obitelj Soprano kojeg je glumio Arthur J. Nascarella. On je bivši kapetan u zločinačkoj obitelji Soprano, prije nego što je postao doušnik FBI-a.
Gervasi je promoviran u kapetana ekipe Jimmyja Altierija nakon što je Jimmy ubijen zbog sumnje da je doušnik FBI-a. Zadužen je za robu koja dolazi preko pomorskih luka. Nakon otkrića homoseksualnosti Vita Spataforea, Gervasi dobiva sve njegove građevinske poslove. Gervasi nakon toga otkriva da njegov rođak Tommy zna detektiva koji bi mogao biti koristan u pronalasku Spataforea. Nakon što je izjavio kako bi Vita trebalo "vući za autom" zbog njegove seksualne orijentacije, Silvio Dante ga predloži da ubije Vita nakon što je odlučeno o njegovoj sudbini. Međutim, Vita su do smrti pretukli ljudi Phila Leotarda Gerry Torciano i Dominic "Fat Dom" Gamiello prije nego što je ovaj stigao išta poduzeti. Gervasi je kasnije osvetio obiteljsku čast izbovši Fat Doma četiri puta ogromnim nožem jer je zbijao šale o Vitovu ubojstvu i sugerirao da je i Gervasi homoseksualac.
Gervasi je kasnije sudjelovao u produkciji Sjekire s Christopherom Moltisantijem i Little Carmineom. Pojavio se u ulozi konzultanta, predloživši kako bi više nasilja moglo povećati šanse za uspjeh filma.
U završnici serije, FBI je uhitio Gervasijeva sina zbog dilanja droge. Gervasi se nije pojavio na sastanku s Pauliejem, što je zabrinulo Tonyja da je možda sredio nagodbu. Sopranov je odvjetnik potvrdio kako netko uistinu svjedoči pred velikom porotom. U posljednjoj sceni, Tony kaže Carmeli kako Carlo svjedoči, vjerojatno kako bi sina poštedio od zatvora.

## Ubojstva koja je počinio Gervasi
- Dominic "Fat Dom" Gamiello: uboden u trbuh četiri puta nakon što se rugao smrti Vita Spataforea te implicirao kako je Gervasi homoseksualac.

## Vanjske poveznice
- Carlo Gervasi u internetskoj bazi filmova IMDb-u